# Wisłok Wielki (gromada)
Wisłok Wielki – dawna gromada, czyli najmniejsza jednostka podziału terytorialnego Polskiej Rzeczypospolitej Ludowej w latach 1954–1972.
Gromady, z gromadzkimi radami narodowymi (GRN) jako organami władzy najniższego stopnia na wsi, funkcjonowały od reformy reorganizującej administrację wiejską przeprowadzonej jesienią 1954 do momentu ich zniesienia z dniem 1 stycznia 1973, tym samym wypierając organizację gminną w latach 1954–1972.
Gromadę Wisłok Wielki z siedzibą GRN w Wisłoku Wielkim utworzono – jako jedną z 8759 gromad na obszarze Polski – w powiecie sanockim w woj. rzeszowskim na mocy uchwały nr 33/54 WRN w Rzeszowie z dnia 5 października 1954. W skład jednostki wszedł obszar dotychczasowej gromady Wisłok Wielki ze zniesionej gminy Komańcza oraz obszary dotychczasowych gromad Darów, Jasiel, Moszczaniec i Rudawka Jaśliska ze zniesionej gminy Jaśliska w tymże powiecie. Dla gromady ustalono 9 członków gromadzkiej rady narodowej.
31 grudnia 1961 gromadę zniesiono, włączając jej obszar do gromad Komańcza (wieś Wisłok Wielki) i Jaśliska (wsie Darów, Jasiel, Rudawka Jaśliska i Moszczaniec) w tymże powiecie.